# Opossum à oreilles blanches
Didelphis albiventris
Espèce
Répartition géographique
Statut de conservation UICN

 LC  : Préoccupation mineure
L’Opossum à oreilles blanches (Didelphis albiventris Lund, 1840) est une espèce de mammifères marsupiaux d'Amérique du Sud. Cet opossum d'Amérique possède une aire de répartition englobant le nord de l'Argentine, le sud-est de la Bolivie, l'est et le sud du Brésil, le Paraguay et l'Uruguay.
Cet animal terrestre occasionnellement arboricole vit dans un large éventail d'habitats.

## Alimentation
C'est un animal omnivore, se nourrissant d'invertébrés, de petits vertébrés, de fruits, d'œufs et de plantes [3].

## Systématique
Pendant quelque temps, cette espèce a été connue sous le nom de D. azarae, qui aurait dû s'appliquer à l’Opossum commun du Brésil. Cela a conduit à l'arrêt du qualificatif azarae en tant que nom de l'espèce.
De 1993 jusqu'en 2002, cette espèce a également inclus l'Opossum guyanais blanc des marais (D. imperfecta) et l'Opossum à oreilles blanches des Andes (D. pernigra) comme sous-espèces.